# Jalaladim Maomé Rumi
Maulana Jalaladim Maomé (em árabe: مولانا جلال الدین محمد رومی; romaniz.: RumiMawlānā Jalāl-ad-Dīn Muhammad Rūmī), também conhecido como Rumi de Bactro (em francês: محمد بلخى), ou ainda apenas Rumi ou Mevlana, (30 de setembro de 1207 — 17 de dezembro de 1273), foi um poeta e teólogo sufi persa do século XIII. Seu nome significa literalmente "Majestade da Religião"; Jalal significa "majestade" e Din significa "religião". Rumi é, também, um nome descritivo cujo significado é "o romano", pois ele viveu grande parte da sua vida na Anatólia, que era parte do Império Bizantino dois séculos antes.
Ele nasceu na então província persa de Bactro atualmente no Afeganistão. A região estava, nessa época, sob a esfera de influência da região de Coração e era parte do Império Corásmio. Viveu a maior parte de sua vida sob o Sultanato de Rum, no que é hoje a Turquia, onde produziu a maior parte de seus trabalhos e morreu em 1273 CE. Foi enterrado em Cônia e seu túmulo tornou-se um lugar de peregrinação. Após sua morte, seus seguidores e seu filho Sultan Walad fundaram a Ordem Sufi Mawlawīyah, também conhecida como ordem dos dervishes girantes, famosos por sua dança sufi conhecida como cerimônia samā.
Os trabalhos de Rumi foram escritos em novo persa. Uma renascença literária persa (século VIII/IX) começou nas regiões de Sistão, Coração e Transoxiana e por volta do século X/XI, ela substituiu o árabe como língua literária e cultural no mundo islâmico persa. Embora os trabalhos de Rumi houvessem sido escritos em persa, a importância de Rumi transcendeu fronteiras étnicas e nacionais. Seus trabalhos originais são extensamente lidos em sua língua original em toda a região de fala persa. Traduções de seus trabalhos são bastante populares no sul da Ásia, em turco, árabe e nos países ocidentais. Sua poesia também tem influenciado a literatura persa bem como a literatura em urdu, bengali, árabe e turco. Seus poemas foram extensivamente traduzidos em várias das línguas do mundo e transpostos em vários formatos; A BBC o descreveu como o "poeta mais popular na América". Ele foi um contemporâneo mais jovem de Ibn Arabi e mais conhecido do que ele, apesar de ter escrito uma quantidade menor de obras, com pensamentos similares da poética da unicidade de Deus e do sufismo, mas não há evidências de que houve influência mútua entre os dois pensadores. Rumi também foi um defensor da transmigração (em árabe: tanasukh).

## Biografia
Originário da cidade de Balkh, no atual Afeganistão, Rûmî é filho de um renomado teólogo e mestre sufi: Bahâ od Dîn Walad (1148-1231), apelidado de "sultão dos eruditos" (Sultân al-'Ulama), cujo livro Ma'ârif ("Conhecimento, Gnose") foi o favorito de Rumi por muito tempo. Por parte de sua mãe Mu'mine Khatûn, filha de Rukn al-Dîn, Emir de Balkh, ele pertence à linha de Ali, o quarto califa do Islã.
Em 1219, Rûmî fugiu com sua família antes da chegada dos mongóis de 1220-1222 na Ásia Central. Ele completa a peregrinação muçulmana a Meca, depois vai para Nixapur onde encontra Faridadim Atar que lhe oferece seu Livro dos Segredos. A família se estabeleceu em Arzanjã, na Armênia zacárida (Erzinjane na atual Turquia), depois em Laranda (atual Caramânia) não muito longe de Konya, capital dos seljúcidas de Sultanato de Rum (antigo romano, ou seja, bizantino, territórios na Anatólia), daí seu apelido Roumi (romano, bizantino, anatólio). Recusando o convite para ficar no palácio do sultão, o pai de Rumi pede para se instalar em uma madraça.
Em 1226, aos 19 anos, Rûmî casou-se com Gauher Khâtûm, filha do hodja de Samarcanda, casamento que lhe deu dois filhos (Sultân Walad e 'Alâ od Dîn Tchelebi). Três anos após o casamento, em 1229, Gauher morreu. O pai de Rumi então veio se estabelecer em Konya pouco antes de morrer em 1231, e Rumi o sucedeu aos 24 anos. Rûmî se casa novamente, agora com uma viúva turca, Karra Khatûn (? - 1292), que já tinha um filho, Shams al-Dîn Yahya. Ele teve outro filho e uma filha com ela: Amir Muzaffar al-Din Muhammad Chelebi e Malika Khatun.
Em 1227, Burhân od Dîn Muhaqqîq Tirmidhî (? - 1240), discípulo de seu pai, juntou-se a Rumi e tornou-se seu mestre espiritual por nove anos, após os quais enviou Rûmî para estudar em Aleppo e Damasco onde permaneceu por vários anos e onde conheceu provavelmente Ibn 'Arabi. Rumi só retornou a Konya em 1240, onde começou a ensinar a lei corânica.

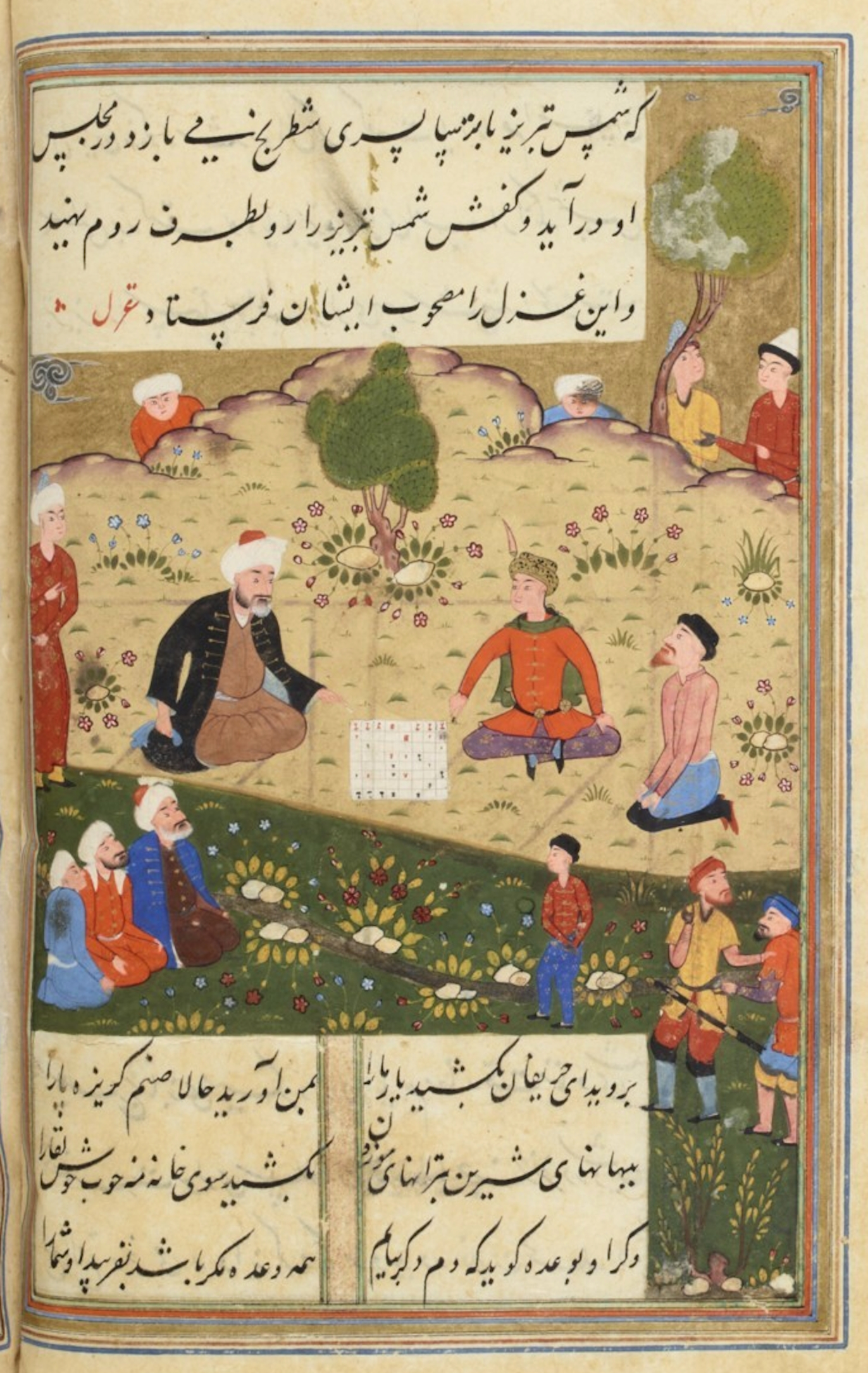
Representação de Shams, jogando xadrez com um jovem cristão, provocando assim a ira de seus discípulos. Manuscrito de 1581. Manuscrito de 1581.

Quando Shams (? - 1247) chegou a Konya, no dia 29 de novembro de 1244, ele era apenas um dervixe errante do Irã. Ele compôs um livro maqâmât. Existem várias versões hagiográficas de seu encontro com Rumi. Eles se resumem em um momento excepcional quando Shams aparece como o tão esperado mestre espiritual de Rumi. Rumi se dedica imediatamente ao ensino de seu mestre e sua vida toma um rumo essencial. Mais tarde, ele dedicaria uma obra ghazal inteira a Shams: as Odes Místicas (Diwân-e Shams-e Tabrîzî ou Diwân-i Kabir).
Depois de dezesseis meses juntos, Shams é forçado a ir a Damasco para escapar do ciúme dos discípulos de Rumi. Ele retorna algum tempo depois, mas é assassinado em dezembro de 1247. Um dos filhos de Rumi é suspeito. Inconsolável, Rumi instituiu então o famoso concerto espiritual, samā, como união litúrgica com o divino conduzido pela emoção ou pela embriaguez da música e da dança.
Algum tempo depois, em 1249, Rûmî conheceu Salâh od Dîn Farîdûn Zarkûb (? - 1259), um discípulo artesão de Burhân od Dîn Muhaqqîq Tirmidhî que caiu aos seus pés durante uma reunião em Konya. Sua filha Fátima Khâtûn era a esposa do filho de Rûmî, Sultan Wahad. Ele se tornou o mestre dos discípulos de Rumi e permaneceu amigo de Rumi até sua morte em 1259. Novamente os discípulos de Rumi ficaram com ciúmes e ameaças de morte a Salâh foram feitas. O próprio Rûmî deve intervir, como ele relata em O Livro de dentro (Fîhi-mâ-fihî).
Em 1273 Rumi adoece e entende que sua hora chegou. Ele falece num domingo à noite, no dia 17 de dezembro, que agora é a data de aniversário da celebração do shab-i arus, uma cerimônia de casamento mística. As pessoas de Konya, de diversas religiões, seguiram seu enterro. É dentro de seu convento que Rumi está enterrado, sob uma cúpula verde chamada Qubba-i Hadra construída em 1274. Ele repousa sob um sarcófago de nogueira, uma obra-prima da arte seljúcida, esculpida por Selimoglu Abdülvahid. Este lugar tornou-se um importante centro de peregrinação.

## Trabalhos principais
A poesia de Rumi é frequentemente dividida em diversas categorias: os quartetos (rubayāt) e odes (ğazal) do Divan, os seis livros do Masnavi, Os Discursos, As Cartas e o praticamente desconhecido Seis Sermões.

### Trabalhos poéticos

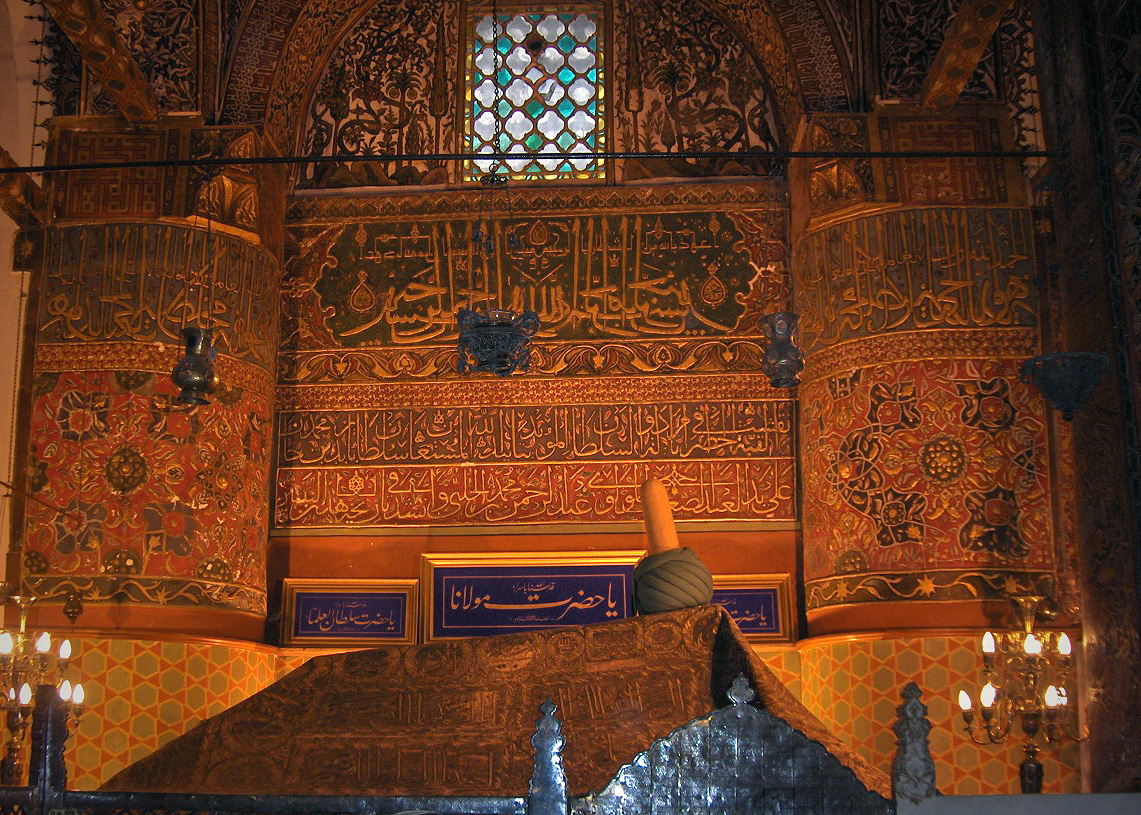
Túmulo de Rumi em Cônia, Turquia

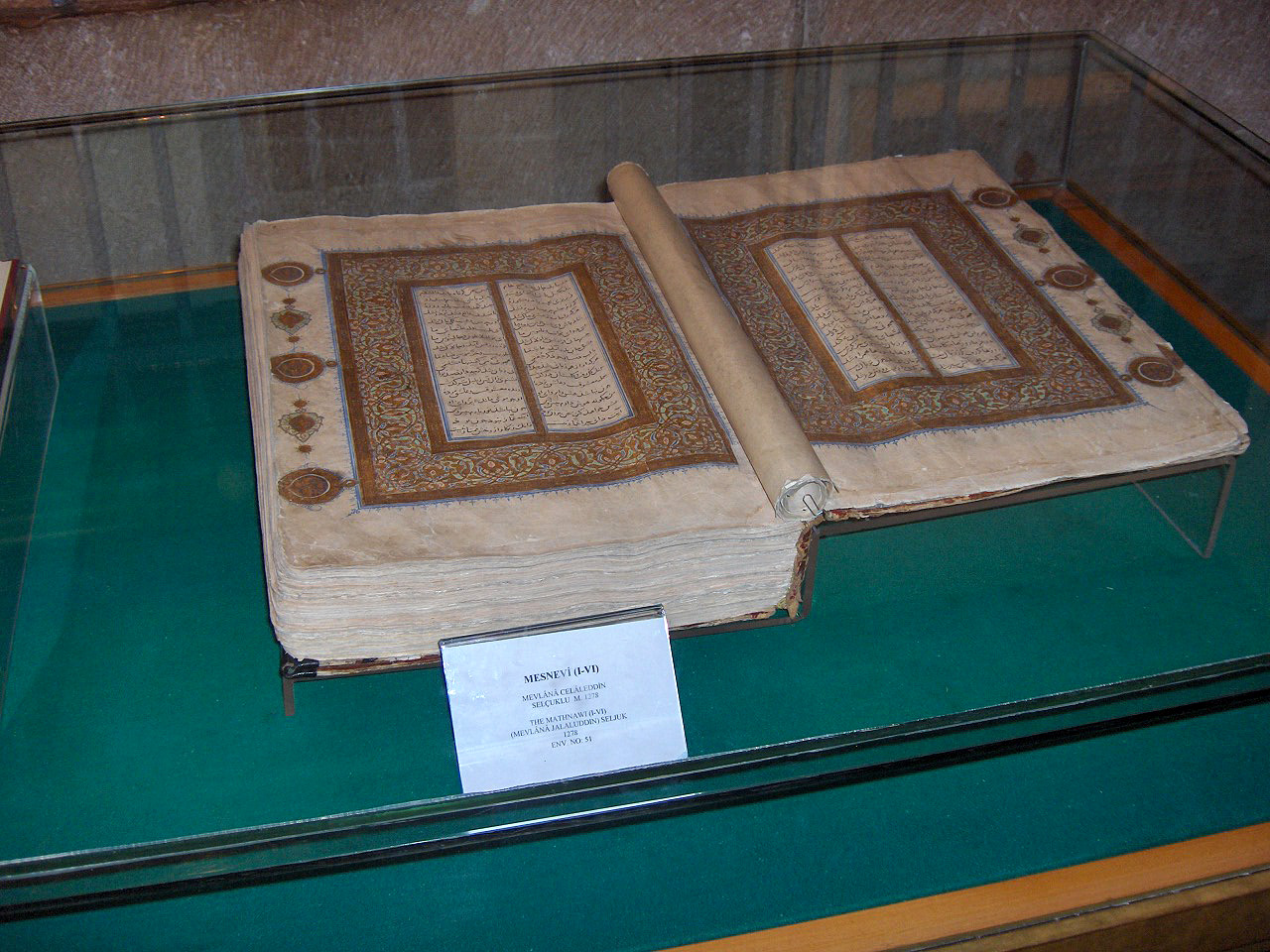
Maṭnawīye Ma'nawī
Museu Mevlâna, Cônia, Turquia

- A principal obra de Rumi é o Maṭnawīye Ma'nawī (Dísticos Espirituais; مثنوی معنوی), um poema em seis volumes considerado por alguns como sufi[11] como o Corão em língua persa. É considerado por muitos como um dos maiores trabalhos de poesia mística.

- A outra grande obra de Rumi é o Dīwān-e Kabīr (Grande Obra) ou Dīwān-e Shams-e Tabrīzī (As Obras de Xamece de Tabriz; دیوان شمس تبریزی intitulado em honra do grande amigo e inspiração de Rumi, o dervixe Xamece de Tabriz) e contendo aproximadamente quarenta mil versos. Várias razões foram dadas para a decisão de Rumi de dar o nome de Xamece à sua obra prima; algumas pessoas defendem a ideia de que já que Rumi não teria sido um poeta sem Xamece, é justo que a coleção receba seu nome.

### Trabalhos em Prosa
- Fihi Ma Fihi (Nele o Que Estiver Nele, Persa: فیه ما فیه) é uma coletânea de setenta e uma palestras dadas por Rumi em várias ocasiões para seus discípulos. Foi compilada a partir das anotações de vários de seus discípulos, e portanto Rumi não escreveu o trabalho diretamente.[12] Uma tradução para o inglês a partir do persa foi publicada pela primeira vez por A.J. Arberry como os Discourses of Rumi (Discursos de Rumi) (Nova Iorque: Samuel Weiser, 1972), e uma tradução do segundo livro por Wheeler Thackston, Sign of the Unseen (Sinal do Invisível) (Putney, VT: Threshold Books, 1994).
- Majāles-e Sab'a (Sete Sessões, Persa: مجالس سبعه) contêm se sermões persas (como implicado pelo nome) ou palestras dadas em diferentes assembleias. Os sermões propriamente dão um comentário sobre o sentido mais profundo do Corão e do Hádice. Os sermões também incluem citações dos poemas de Sana'i, 'Attar e outros poetas, incluindo o próprio Rumi. Como relatado por Aflakī, após o Xamece, Rumi deu sermões pela requisição de notáveis, especialmente Salāh al-Dīn Zarkūb.[12]
- Makatib (As Cartas, Persa: مکاتیب) é o livro contendo as cartas de Rumi em persa para seus discípulos, familiares e homens influentes e do governo. As cartas testificam que Rumi estava bastante ocupado ajudando familiares e administrando uma comunidade de discípulos que cresceu ao redor deles.